# Kanton Champeix
Der Kanton Champeix war bis 2015 ein französischer Kanton im Arrondissement Issoire im Département Puy-de-Dôme und in der Region Auvergne-Rhône-Alpes; sein Hauptort war Champeix, Vertreter im Generalrat des Départements war zuletzt von 2004 bis 2015 Luc Tixier. 
Der Kanton war 159,40 km² groß und hatte (2006) 6.462 Einwohner, was einer Bevölkerungsdichte von 41 Einwohnern pro km² entsprach. Er lag im Mittel auf 579 Meter über dem Meeresspiegel, zwischen 365 m in Neschers und 1 033 m in Courgoul. 

## Gemeinden
| Gemeinde                | Einwohner Jahr | Fläche km² | Bevölkerungsdichte | Postleitzahl | Code INSEE |
| ----------------------- | -------------- | ---------- | ------------------ | ------------ | ---------- |
| Chadeleuf               | 415 (2013)     | –          | – Einw./km²        | 63320        | 63073      |
| Champeix                | 1324 (2013)    | –          | – Einw./km²        | 63320        | 63080      |
| Chidrac                 | 470 (2013)     | –          | – Einw./km²        | 63320        | 63109      |
| Clémensat               | 114 (2013)     | –          | – Einw./km²        | 63320        | 63111      |
| Courgoul                | 74 (2013)      | –          | – Einw./km²        | 63320        | 63122      |
| Creste                  | 54 (2013)      | –          | – Einw./km²        | 63320        | 63127      |
| Grandeyrolles           | 58 (2013)      | –          | – Einw./km²        | 63320        | 63172      |
| Ludesse                 | 485 (2013)     | –          | – Einw./km²        | 63320        | 63199      |
| Montaigut-le-Blanc      | 825 (2013)     | –          | – Einw./km²        | 63320        | 63234      |
| Neschers                | 903 (2013)     | –          | – Einw./km²        | 63320        | 63250      |
| Saint-Cirgues-sur-Couze | 342 (2013)     | –          | – Einw./km²        | 63320        | 63330      |
| Saint-Floret            | 270 (2013)     | –          | – Einw./km²        | 63320        | 63342      |
| Saint-Nectaire          | 728 (2013)     | –          | – Einw./km²        | 63710        | 63380      |
| Saint-Vincent           | 415 (2013)     | –          | – Einw./km²        | 63320        | 63403      |
| Saurier                 | 242 (2013)     | –          | – Einw./km²        | 63320        | 63409      |
| Tourzel-Ronzières       | 252 (2013)     | –          | – Einw./km²        | 63320        | 63435      |
| Verrières               | 77 (2013)      | –          | – Einw./km²        | 63320        | 63452      |

## Bevölkerungsentwicklung
| 1962  | 1968  | 1975  | 1982  | 1990  | 1999  | 2006  |
| ----- | ----- | ----- | ----- | ----- | ----- | ----- |
| 4.973 | 5.492 | 5.092 | 5.138 | 5.335 | 5.575 | 6.462 |